# Bernhard Bettermann
Bernhard Bettermann, né le 6 février 1965 à Paris, est un acteur allemand.

## Biographie
Bettermann a reçu sa formation à l'Université des Arts de Zurich. Il fait ses débuts sur scène en 1986 au Théâtre Thalia de Hambourg. Il joue son premier petit rôle au cinéma dans le film All Out de 1989.
Depuis le début des années 1990, Bettermann apparaît dans bon nombre de longs métrages et dans des productions de la télévision allemande et suisse ; entre autres, dans  les séries télévisées, telles que Stahlnetz, Le Renard, Siska ou Tatort. En 2001, il tient le rôle protagoniste  dans Aussi loin que mes pas me portent. Depuis 2006, il est un habitué de l'ARD dans la série télévisée En toute amitié dans le rôle du Dr. Martin Stein. 
L'été 2019, il a chanté comme baryton le rôle de l'avocat Viktor Komarovskij dans la comédie musicale Docteur Jivago au Freilichtspiele Tecklenburg (de).

### Vie familiale
Bettermann a été marié à l'actrice suisse Sabina Schneebeli (de). Ils ont divorcé en 2014. Ils ont eu deux fils, dont l'acteur Tim Bettermann (de). 
De 2014 à septembre 2017, il était en couple avec l'actrice Mimi Fiedler (de).

## Filmographie partielle
- 1991 : All Out (ou Exit Genua)
- 1992 : Happy Holiday (de), série télévisée, un épisode
- 1995 : Das stille Haus de Christof Vorster : Mark
- 1996 : Alarmcode 112
- 1996 : Balkan-Suisse Connection (Valkanizater)
- 1997 : Wilde Zeiten (de), série télévisée
- 1997-2007 : Tatort, série télévisée, épisode 373 : Nahkampf (1997), épisode 468 Der Präsident (2001), épisode 556 Todes-Bande (2004), épisode 661 Die Anwältin (2007)
- 1998 : Winnetous Rückkehr (de), téléfilm en deux parties : un pistolero
- 1998 : Un cas pour deux (Ein Fall für zwei), série télévisée, un épisode
- 1998 : Kinderärztin Leah, série télévisée, un épisode
- 1999 : Straight Shooter (de) de Thomas Bohn (de) : Ingolf Pasternack
- 1999 : Stahlnetz, série télévisée, un épisode
- 1999 : Callboys – Jede Lust hat ihren Preis (de), téléfilm : Callboy Lanou (Lars Neuber)
- 1999-2000 : Dr. Stefan Frank – Der Arzt, dem die Frauen vertrauen (de), série télévisée, épisodes Leben und Freiheit, Liebe macht blind
- 1999 : Liebe ist stärker als der Tod, téléfilm
- 2000 : Aeon – Countdown im All, mini-série télévisée
- 2001 : Aussi loin que mes pas me portent (So weit die Füße tragen) de Hardy Martins : Clemens Forell
- 2001–2005 : Siska, série télévisée
- 2002 : Stubbe – Von Fall zu Fall (de), série télévisée, épisode 21 Das vierte Gebot
- 2002 : Ασθενείς και Οδοιπόροι (Astheneis kai odoiporoi), série télévisée grecque : Major SS Ernst Hillembrand
- 2003-2004 : Le Renard (Der Alte), série télévisée
- 2004 : Geheimnisvolle Freundinnen, téléfilm
- 2004 : The Edukators (Die fetten Jahre sind vorbei) de Hans Weingartner : chef de Jule
- 2005 : Duo de maîtres (Edel & Starck), série télévisée, un épisode
- 2006 : Inga Lindström (de), série télévisée, épisode 12 In den Netzen der Liebe
- 2006- : En toute amitié (In aller Freundschaft), série télévisée
- 2007 : Aux couleurs de l'arc-en-ciel (Der Zauber des Regenbogens), téléfilm : Sven Osterwald
- 2008 : Johanna – Köchin aus Leidenschaft, téléfilm
- 2009 : Schaumküsse (de), téléfilm
- 2009 : Die Lebenslüge (de), téléfilm
- 2010 : Das Traumhotel – Sri Lanka (de), série télévisée
- 2010 : Küstenwache (de), série télévisée, un épisode
- 2010 : Die Alpenklinik (de), série télévisée, épisode Liebe heilt Wunden
- 2011 : En toute amitié, épisode hors-série Was wirklich zählt (de)
- 2011 : Ein Fall von Liebe (de), série télévisée, épisode Saubermänner
- 2014 : L'Homme de fer (Götz von Berlichingen), téléfilm
- 2015–2020 : En toute amitié (In aller Freundschaft), série télévisée, saison Die jungen Ärzte, 7 épisodes
- 2015 : Une équipe de choc (Ein starkes Team), série télévisée, épisode 63 Tödliches Vermächtnis
- 2015–2016 : Herzensbrecher – Vater von vier Söhnen (de), série télévisée
- 2017 : SOKO Donau (de), série télévisée autrichienne, épisode Über den Dächern von Linz
- 2018 : Familie auf Bewährung, d'après Katie Fforde
- 2018 : Heldt (de), série télévisée, épisode Abgeschminkt
- 2018 : En toute amitié, série télévisée, hors-série Zwei Herzen (de)
- 2022 : Die Kanzlei (de), série télévisée, épisode Der Wert des Lebens

## Théâtre
- 2021 : Schuhe Taschen Männer, rôle de protagoniste : Ralf, Winterhuder Fährhaus, 13 août-19 septembre 2021